# Torre de la Donzella
La torre de la Donzella, també coneguda com a Giz Galasi a la ciutat vella de Bakú a l'Azerbaidjan, és una antiga torre amb influències culturals que constaten la presència de zoroastrisme, sassànides, àrabs, perses, xirvans, otomans, i russos. Construïda al segle xii, com a part de la ciutat emmurallada de Bakú, la torre de la Donzella, amb el palau dels Xirvanxàs, datat al segle xv, és un conjunt de monuments històrics que estan inscrits en la llista del Patrimoni de la Humanitat de la UNESCO, des del 2001.
És un dels elements més coneguts i un dels emblemes nacionals més significatius de l'Azerbaidjan; així apareix a la moneda de manat azerbaidjanès i a les capçaleres de les cartes oficials.
A la torre de la Donzella hi ha un museu, que presenta l'evolució històrica de la ciutat de Bakú. També té una botiga de records. Des de dalt, es veuen els carrerons i minarets de la ciutat vella, el bulevard de Bakú, la casa de De Gaulle i una perspectiva àmplia de la badia de Bakú. En aquests darrers anys, el braser a la part superior de la torre s'il·lumina durant les nits del festival de Novruz.
Amb motiu de la pèrdua de la línia de costa de la mar Càspia, una banda de terra emergí. Aquesta terra es va desenvolupar entre els segles ix i xv, quan es construïren les parets de la ciutat vella i el palau, incloent-hi el bastió enorme de la torre de la Donzella.

## Història

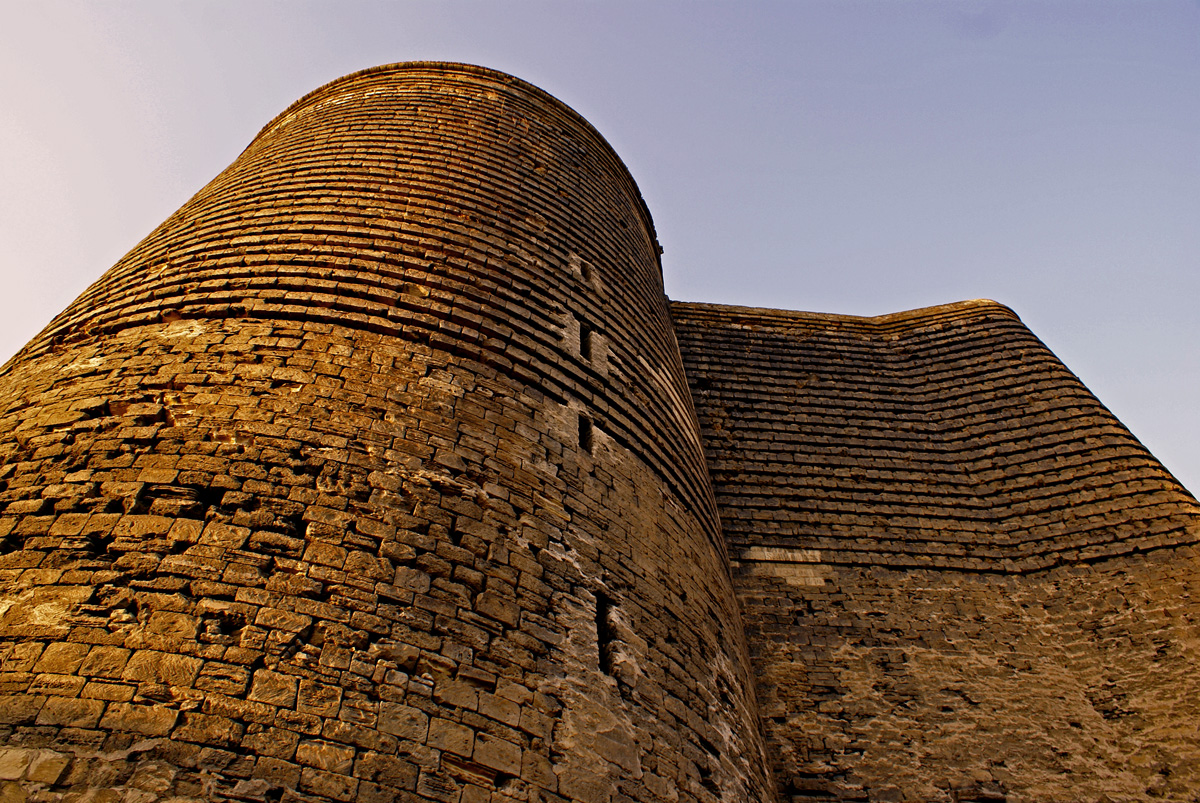
La torre de la Donzella a la ciutat vella de Bakú

Hi ha diferents versions al voltant de l'origen del nom; la més acceptada és la llegenda d'una donzella (deia ser la filla del Kan de Bakú) que es llançà a les ones des de la seva part superior. Segons algunes fonts era la germana, no pas la filla del rei, que era empresonada pel seu germà, i per escapar-se de la ignomínia de l'empresonament hauria saltat des de la part superior de la torre, per morir. Una altra explicació del nom és pel fet que la torre mai no s'hagi pres per força (per això una referència metafòrica a la "virginitat") i el fet que alguns creguin que alguna vegada fou una torre de Rellotge (àzeri: Göz Qalas) pot explicar el seu nom.
La torre de la Donzella és situada en la part del sud-est d'Icheri Sheher; té una història misteriosa i antigues llegendes que estan connectades amb dos períodes, encara que no decisivament establerts. L'àrea fou primerament poblada en el període paleolític.
Sara Ashurbeyli, prominent historiadora i experta en la història de Bakú, ha calculat la profunditat de la fonamentació de la torre, que s'estén a 15 metres per sota del nivell del terra i per sota del terra en tres períodes històrics, que eren originàriament construïts entre els segles IV i VI; comparà la diferència de la pedra amb la que s'utilitzava en la ciutat medieval que l'envolta. Aquesta opinió és en part recolzada per l'historiador Bretanitskiy, que ha pressuposat que la torre fou construïda en part als segles V a VI i posteriorment al segle xii. El lloc, es creia que era utilitzat originàriament durant l'era de l'Imperi Sassànida com a temple a Zoroastre. Una inscripció localitzada a 14 metres dalt de la paret sud, en Cal·ligrafia cúfica antiga, esmenta Qubbeye Masud ibn Davud o Kubey Mesud ibn Da'ud, un arquitecte actiu durant el segle xii, que fou el pare de l'arquitecte que construí la torre rodona de Mardakan. Tanmateix, és discutida la inscripció: a diferència de la torre Madakan, no revela de fet que aquest n'hagi estat l'arquitecte, encara que és generalment acceptat que gran part de la torre moderna es remunta al segle xii. El professor Ahmadov creu que la torre s'utilitzava com a observatori astronòmic des del moment d'aquesta reconstrucció, a causa del fet que 30 protuberàncies de pedra tallades sobre la secció més baixa de la torre i les 31 protuberàncies sobre la secció superior, connectada amb un cinturó de pedra, es relacionin amb els dies del mes.
Segons recents excavacions arqueològiques, fetes el 1962-63 a la planta baixa del túnel, la torre fou construïda en inclinar-se una roca gran cap al mar, i l'estructura de contraforts que projectava fora de la torre principal proporcionava estabilitat a la torre. Les altres excavacions també han mostrat bigues de fusta, cada 14 m d'alçada, en la fundació de la torre. Això s'ha interpretat com un disseny resistent als terratrèmols. També s'ha especulat amb la forma cilíndrica de la torre, amb 5 m de gruix aprimant-se cap als 4,5 o 4 m, proveïda d'una sòlida fonamentació que ha sobreviscut durant els segles. També s'esmenta que la torre fou construïda de cop i no en diferents etapes, segons altres acadèmics.
La torre i altres estructures de la muralla estan inscrites en la llista del Patrimoni de la Humanitat de la UNESCO; foren reforçades durant la dominació russa el 1806 i varen conservar-se.
La torre de la Donzella es troba a l'anvers dels manats azerbaidjanesos dels bitlles d'1 a 250 manats del 1992-2006, i del bitllet de manat de 10 emès des de 2006; també en l'anvers dels àzeris de 5 qpik encunyats des de 2006.

## Arquitectura

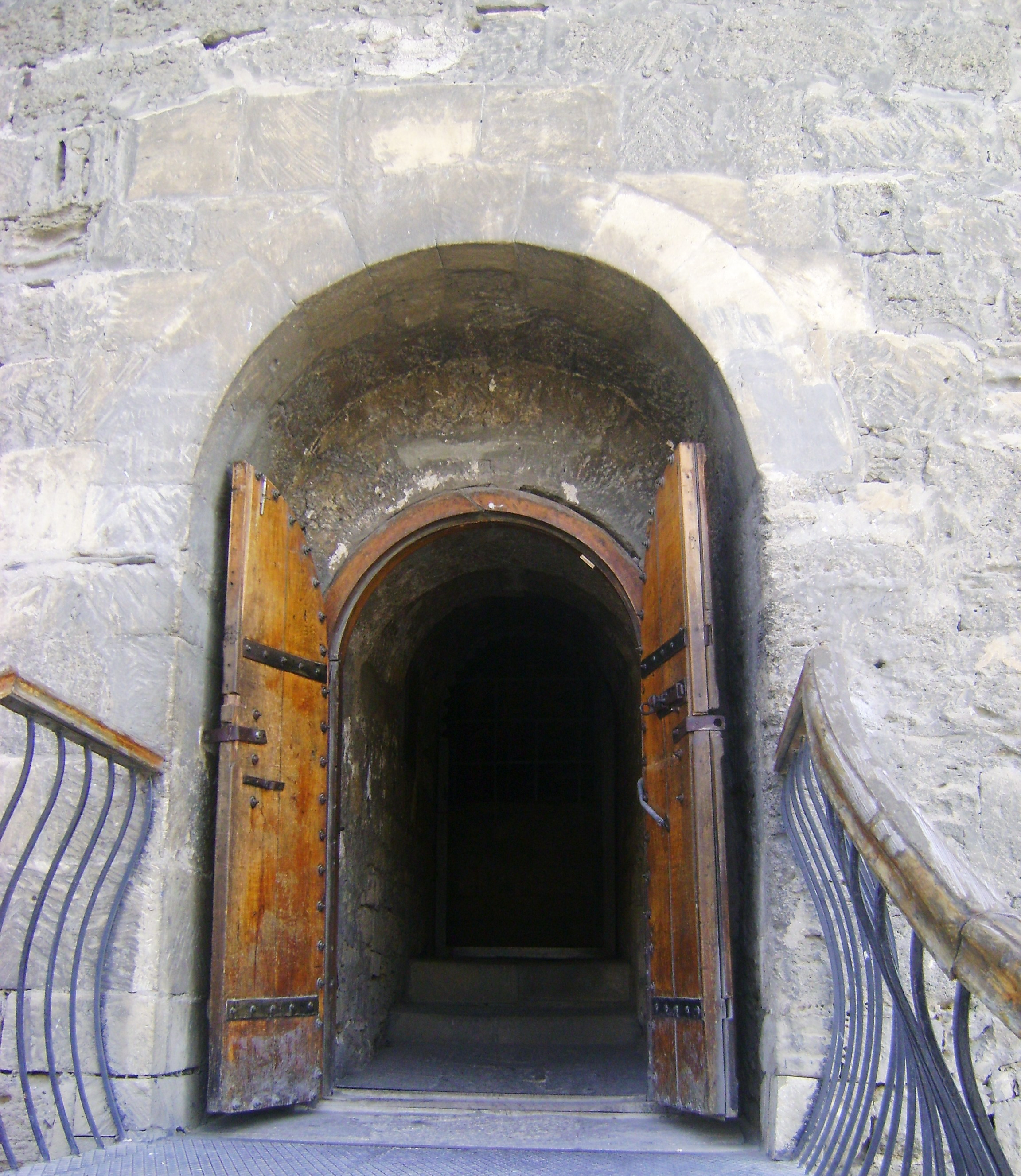
L'entrada

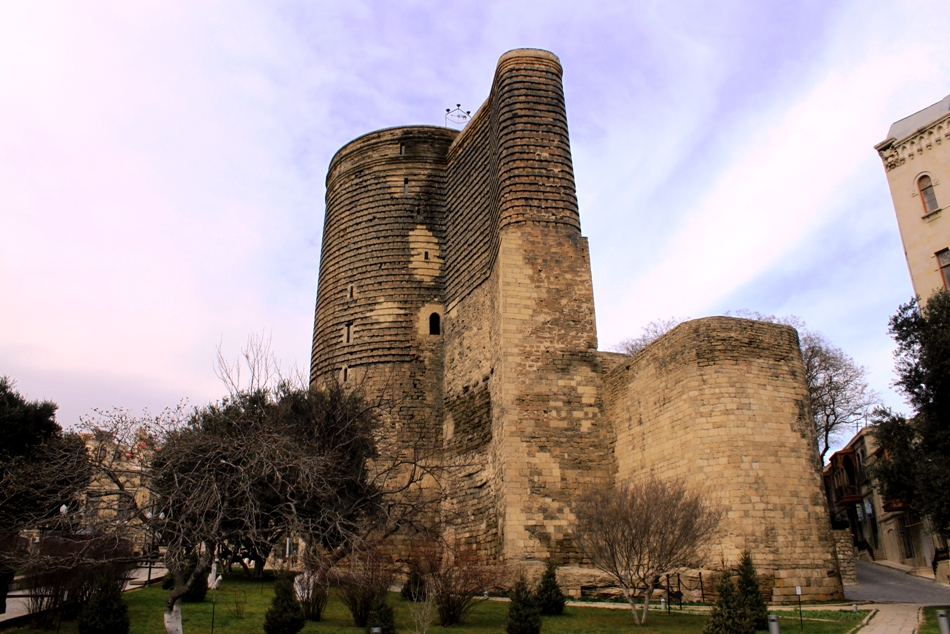
Detalls de l'arquitectura de la torre de la Donzella

La torre, que és el símbol més conegut de Bakú, descrita com el "monument més majestuós i misteriós de Bakú, el Gyz Galasy", construït sobre la cimentació d'una roca sòlida, mostra bé, a la línia de costa, una fusió d'influències àrabs, perses i otomanes. Es construí al costat d'un pou de petroli. Es tracta d'una estructura de vuit pisos cilíndrica, que s'eleva a una alçada de 29,5 m, amb una base de diàmetre de 16,5 m, amb un diàmetre de base de 29,5 m. L'espai intern disponible en la torre, es creu pot acollir 200 persones. Una projecció sòlida llarga de la torre principal mira a l'est, i s'orienta de manera que l'alba assenyali els equinoccis, la qual cosa porta a la conclusió que es construí com a torre astronòmica; mentre que el contrafort mira a l'est, l'accés que porta a la torre mira a cap al sud-est. Cada pis de la torre té un sostre saltat poc profund, una "cúpula de pedra" que té una obertura central. L'espessor de les parets varia de 14 m a la base, que s'afua cilíndricament, a 5 m als últims pisos. Tots els pisos estan connectats per l'escala que afronta la paret circular i són il·luminats per finestres estretes o nínxols que tenen una bengala cap a l'interior. L'estructura, construïda en exposicions de maçoneries de pedra, feia variar les superfícies acabades, i té incrustacions de pedra calcària grisa local. Els cursos alternatius de pedra de guix fan un efecte embolcallant en blanc i negre. La part nord-occidental de la torre reté l'acabat de superfície original. Hi ha també un agradable pic projectat, un contrafort, curvilini en forma, fet en maçoneria. La primera obra té cantonades quadrades.
Un examen detallat de les característiques de la construcció de la torre pels arqueòlegs suggereix que la maçoneria de pedra, tant en el seu interior com en les superfícies exteriors, és en forma de diamant i es veu tant a la part superior com a la inferior de la paret de la torre. La forma de diamant era vista com un tret decoratiu, especialment a la cara exterior de la paret oest, i està decorada a dalt i no té decoració a la part inferior de la paret; un tret subtil que es pot notar per tota la torre suggereix que es va construir com una unitat monolítica en un sol període. Tanmateix, les renovacions recents es manifesten per ser tosques.

### Pou
Una altra estructura notable que es veu a la torre és un pou d'aigua de 70 cm de diàmetre, que té 21 metres de fondària (arriba fins a l'aqüífer que s'ha descobert al segon pis de la torre). Té una entrada també arran de terra que va descobrir l'arqueòleg Abbas Islamov durant un estudi recent de la torre. Aquest pou s'ha interpretat com una estructura per recollir l'aigua de pluja i aquesta és neta i fresca (encara que és a prop del mar). Les canonades de ceràmica (de 30 cm de diàmetre) que es veuen des de la torre cap al pou servien com a font de subministrament. Com que el sistema de canonades encara és en la seva forma originària, cal netejar-lo i esbrinar-ne la disposició amb més estudis per descriure la xarxa de drenatge que es va construir originàriament com a part de la torre. La ceràmica del sistema de canonades i el llim que s'hi ha dipositat també podria ajudar a fixar-ne l'edat utilitzant termoluminescència.
També es veu a la torre, entre el 2n i el 7è pis, un desguàs de forma semicircular a tots els pisos. Està fet amb canonades ceràmiques encaixades l'una damunt de l'altra i unides per morter de calç. Les canonades es fabricaren probablement amb tècnica de torn. Tenen entre 20 i 25 cm de diàmetre amb parets de 2,2 cm de gruix i cada segment té de 40 a 45 cm de llargada. Es veuen desguassos similars des de la planta baixa fins al nivell dels fonaments, però amb quatre canonades ceràmiques en angle de 22 cm × 18 cm, que surten a fora travessant la paret.

## Restauració
Amb posterioritat a la declaració com a Patrimoni Mundial de la Humanitat de la UNESCO, el 2000, de tot el conjunt, incloent-hi la torre i els murs de la ciutat, hi va haver un terratrèmol que hi va causar danys. La UNESCO, assenyalant la manca d'esforços de les autoritats nacionals per observar adequadament aquest patrimoni cultural, el va incloure en la llista del Patrimoni de la Humanitat en perill, del 2004 al 2009, amb el comentari: "Pèrdua de deute d'autenticitat en part deguda a terratrèmol del 2000 i a les pressions de desenvolupament urbanes". Tanmateix, després que les autoritats implicades desenvolupessin un Pla Mestre de Conservació i garantissin la conservació adequada i la direcció del conjunt, l'etiqueta d'"en perill" li ha estat enretirada per la UNESCO el 2009. També es demanava que el Partit Estatal presentés al Comitè de Patrimoni de la Humanitat, abans de l'1 de febrer de 2010, un informe actualitzat sobre l'estat de conservació de la propietat i el progrés fet perquè aquest el considerés en la seva 34a sessió del 2010.
El conte llegendari en què el rei s'enamora de la seva filla i aquesta se suïcida saltant de la torre de la Donzella ha estat el tema de molts poemes àzeris. Tanmateix, el ballet titulat Torre de la Donzella era el primer ballet àzeri compost per Afrasiyyab Badalbayli, el 1940. Aquest ballet s'interpretà en l'Òpera de Bakú i al Teatre del Ballet. Tanmateix, la línia històrica és una versió modificada de la llegenda. Segons la versió modificada del ballet, el rei, al retorn de la seva campanya de guerra, trobà que la seva muller havia donat a llum una filla en comptes d'un fill. Es convertí en un assassí furiós demanant que mataren la seva filla. Tanmateix, la mainadera de la criatura l'amagà en un lloc secret, on va créixer i es feu una jove bonica. A l'edat de disset anys es va comprometre per casar-se. En una ocasió, el rei va poder veure-la, i volgué casar-se amb ella, i per això la va fer presa en la torre de la Donzella. L'amant de la noia estava furiós amb aquest fet i va aconseguir matar el rei. Llavors, va córrer cap a la torre de la Donzella per rescatar la seva promesa. Tanmateix, quan la noia sentí les seves passes acostant-se cap a la torre, pensà que era el rei que venia a veure-la i immediatament se suïcidà saltant des de la torre.